# Midtfyns Gymnasium
Midtfyns Gymnasium er et gymnasium i Ringe på Fyn. Undervisningen blev påbegyndt i august 1973 på Nordagerskolen, mens de nuværende bygninger blev taget i brug i august 1975.
På YouTube kan man se Midtfyns Gymnasiums videoer om matematik.

## Rektorer
- 1. august 1973 – 28. februar 1982: Ole Sv. "Olle" Andreasen
- 1. marts 1982 – 31. juli 1982 (kst. rektor): Alice Pedersen
- 1. august 1982 – 30. november 2007: Thomas Mikaelsen
- 1. december 2007 – 2023: Søren Hvarregaard
- 1. februar 2023 - : Katrine Werngreen

## Kendte studenter
- 1976: Jesper Mathiesen, kommunalbestyrelsesmedlem
- 1977: Inger la Cour Andersen, direktør for afdelingen for bæredygtig udvikling i Afrika, Verdensbanken
- 1979: Michael Ring, fabrikant
- 1982: Klaus Frandsen, landsformand for Det Radikale Venstre
- 1982: Henriette Bonde-Hansen, sopran
- 1983: Susanne Schroll, rumfartsingeniør [2]
- 1986: Jens Blauenfeldt, journalist
- 1986: Steen Møller, uddannet civiløkonom ved Syddansk Universitet, medlem af Odense Byråd, rådmand
- 1988: Claus Hempler, sanger og sangskriver
- 1989: Mikkel Warming, københavnsk politiker
- 1991: Claus Buhr, journalist
- 1995: Jakob Ussing, erhvervskorrespondent hos DR
- 1997: Heidi Frederikke Rasmussen, journalist på TV 2
- 2000: Mads Toudal Frandsen, fysiker

## Kendte lærere
- Jørgen Hunosøe, litteraturforsker og fhv. redaktør: 1973-1987
- Anders Dahl-Nielsen, håndboldspiller og -træner: 1973-1974
- Peter Thielst, forfatter og forlagsredaktør: 1975-1977
- Laus Strandby Nielsen, forfatter og digter: 1975-1989
- Pia Tafdrup, digter og forfatter: 1978-1984